# Якоб Шпорренберг
Якоб Шпорренберґ  (нім. Jakob Sporrenberg, 16 вересня 1902, Дюссельдорф — 6 грудня 1952, Варшава) — один із найвищих офіцерів СС, групенфюрер СС (1 січня 1940) та генерал-лейтенант поліції (7 липня 1943).

## Життєпис
Народився у сім'ї садівника. 8 років ходив до народної школи, потім 3 роки відвідував професіональну школу в Дюссельдорфі, де навчався на механіка. З 1919 по 1921 був у частинах Добровольчого корпусу Східної прикордонної стражі (нім. Grenzschutz Ost). У 1920 — учасник Каппського заколоту.УВ 1921 вступає до Німецького народного союзу оборони та наступу.
У 1922 примкнув до нацистського руху і вступив у НСДАП. Під час Рурського конфлікту його було затримано у 1923 і засуджено у березні 1924 французьким військовим судом до 2 років ув'язнення та штрафу 1000 золотих марок за протидію окупаційній адміністрації в Руре. 25 серпня 1925 вступає до СА і до вересня 1930 числиться у 39 штандарті СА. 15 грудня 1925 знову вступає до НСДАП (квиток № 25 585). З 1 серпня 1929 очолив Гітлер'югенд в Дюссельдорфі.

## Кар'єра в СС
1 жовтня 1930 вступає до СС (квиток № 3 809). Від 15 грудня 1930 до 21 листопада 1931 очолює 54-й штурм СС. З 21 листопада 1931 по 4 липня 1932 командир 1-го штурмбанна 20-го штандарта СС в Дюссельдорфі. З 4 липня 1932 до 20 липня 1933 — командир 20-го штандарта СС. У 1933 висувався депутатом Рейхстагу. З 20 липня 1933 по 20 вересня 1936 командир 20-го Абшніту СС (зі штаб-квартирою в Кілі), одночасно з листопада 1933 по вересень 1936 був командиром гарнізону СС у Кілі. Восени 1935 пройшов військові збори і отримував звання лейтенанта резерву 26-го піхотного полку.
У 1937 був переведений до системи РСХА та призначений інспектором Служби безпеки СД та поліції безпеки у Ке́ніґсберзі. У квітні 1938 обраний депутатом Рейхстагу. З 26 вересня 1939 по 18 червня 1940 — командир оберабшніту СС «Рейн» (штаб-квартира у Вісбадені), одночасно з 1 жовтня 1939 по 24 липня 1940 — найвищий керівник СС та поліції області «Рейн». З 18 червня 1940 по 30 квітня 1941 — командир відповідного оберабшніту «Північний Схід» (із штаб-квартирою у со штаб-квартирой в Ке́ніґсберзі), а з 21 червня 1940 по 1 травня 1941 найвищий керівник СС та поліції в області «Північний Схід». У 1940 у складі частин СС брав участь у боях на Західному фронті. У травні — червні 1941 пройшов стажування у ОРПО та РСХА. З 21 липня по 14 серпня 1941 — керівник СС та поліції у Генеральному окрузі Білорутенія (зе штаб-квартирою у Мінську). Одночасно з серпня 1941 відряджений до штабу СС, що займався боротьбою з партизанами на Сході. Один із найближчих співробітників Еріха фон дем Баха-Зелевського. Керував боротьбою з партизанами й проведенням каральних операцій у Мінському окрузі. Зокрема займався створенням на базі місцевих мисливських спілок СС спеціальних загонів зі знищення парашутних десантів.
До березня 1943 був офіцером для особливо важливих доручень при імперському комісарі України Еріху Коху. Один із організаторів терору на теренах України та Білорусі. 16 серпня 1943 призначений керівником СС та поліції в Люблинському районі. У листопаді здійснив операцію «Свято урожаю» (нім. Ernetefest), під час якої до концтаборів Майданек, Травники та Понятова було направлено 22—23 тыс. бранців. 22 липня 1944 зі своїм штабом покинув Люблин і був направлений керувати будівництвом укріплень по лінії Вісла — Ніда у Радомському районі. 5 листопада 1944 був викликаний до Норвегії, 8 листопада прибув до Ке́ніґсберґу для зустрічі із Високим керівником СС та поліції Норвегії Вільгельмом Редісом, який перебував на лікуванні. 13 листопада з Редісом та Гайнцем Рохом, призначений керівником СС та поліції в Північній Норвегії, вилетів до Осло. Після прийняття у Тербовена вирушив у восьмиденний інспекційний тур Північною Норвегією. З 21 листопада 1944 по травень 1945 керівник СС і поліції у Південній Норвегії.

## Арешт, суд і страта
11 травня 1945 арештований західними союзниками у Норвегії і переведений до спеціального табору (англ. Special Camp XI) для військовополонених Південного Велсу. 3 жовтня 1946 переведений до Лондонської окружної в'язниці, потім переданий польській владі. У 1950 представ перед польським судом у Варшаві і за планування та участь в операції «Свято урожаю» приречений до страти через повішення. 6 грудня 1952 страчений.

## В культурі
Шпорренберґ став прототипом для обергрупенфюрера СС Якоба Спорренберга із пригодницького роману Джеймса Роллінса «Черний орден». У романі він має назву обергруппенфюрера СС, хоча його справжнє звання — группенфюрер СС.

## Нагороди
- Почесний кут старих бійців
- Кільце «Мертва голова»
- Почесна шпага райхсфюрера СС
- Спортивний знак СА у золоті
- Німецька імперська відзнака за фізичну підготовку в сріблі
- Золотий почесний знак Гітлер'югенду з дубовим листям
- Медаль «У пам'ять 13 березня 1938 року»
- Медаль «У пам'ять 1 жовтня 1938»
- Медаль «За вислугу років у НСДАП» в бронзі та сріблі (15 років)

### Друга світова війна
- Залізний хрест 2-го класу (20 червня 1941)
- Золотий партійний знак НСДАП (30 січня 1942)
- Медаль «За вислугу років у НСДАП» в золоті (30 січня 1942)
- Хрест Воєнних заслуг 2-го і 1-го класу з мечами (1943)
- Залізний хрест 1-го класу (30 листопада 1944)